# Michael Damgaard
Michael Damgaard Nielsen (født 18. marts 1990 i Rødby) er en dansk håndboldspiller, der spiller for SC Magdeburg. Han kom til klubben i 2015. Han har tidligere spillet for Rødby, HMH Maribo, Ajax København, GOG og Team Tvis Holstebro.
Han fik debut på det danske A-landshold i oktober 2014. Han deltog ved sin første slutrunde i januar 2015 - ved VM i Qatar og har i alt spillet 103 landsholdskampe for Danmark og vundet OL- og VM-guld med landsholdet.
Michael Damgaard fik en stor skade i slutningen af 2014-15 sæsonen, da han spillede i Team Tvis Holstebro. Michael Damgaard røg efter et hopskud ned på sin venstre arm, og han blev efterfølgende hentet af en ambulance. En specialist kunne fastslå, at hånden skulle opereres. Det sidste af sæsonen røg derfor for Michael Damgaards vedkommende.
Sæsonen efter rykkede han til tyske SC Magdeburg, Her vandt han den tyske pokalturnering i 2016 og 2024, EHF European League og IHF Super Globe i 2021 og den tyske Bundesliga og IHF Super Globe for anden gang i 2022. I 2023 vandt han EHF Champions League, da Magdeburg slog polske KS Kielce i finalen 30-29. I 2023 vandt han IHF Super Globe for tredje gang, og i 2024 blev han for anden gang tysk mester.

## Privatliv
Michael Damsgaard er opvokset på en gård ved Rødby. Han er mellemste bror til håndboldspillerne Allan Damgaard og Morten Damgaard. Brødrene har desuden en storesøster, Anette Damgaard Skrumsager. 
Michael Damgaard blev i 2016 far til datteren Clara Noelle, som han fik med daværende kæreste, den tidligere TTH-spiller Ann Sofie Sonne.